# フランク・ホイットル
サー・フランク・ホイットル（Sir Frank Whittle、1907年6月1日 - 1996年8月9日）はイギリスの空軍士官、技術者。発音はホイットルよりもウィットルの方が近い。
ターボジェットエンジンの先覚者の1人である。

## 人物と業績
1930年代より約10年の間、ターボジェットエンジンの実用化に大きく寄与した。自信家で偏狭な面があり、方々で軋轢を生んだ。

### 着想
コヴェントリーの自動車整備工の息子。パイロットに憧れ1923年イギリス空軍幼年学校を受験したが、体格に劣って不合格になったため、特訓で体を鍛え半年後偽名で再受験し採用された。手先が器用で優れた模型飛行機を作ることが教官の目に留まり、推薦されて1926年航空士官学校に進み、学会発表『タービンの空力的設計』(An Aerodynamic Theory of Turbine Design) で国際的に高名な、技術将校アラン・アーノルド・グリフィス の薫陶を受けた。
1928年航空士官学校を優秀な成績で卒業後、直ちにケンブリッジ大学工学部に派遣され、グリフィスが主張する軸流式ターボプロップエンジンではなく、構造が簡素な遠心式ターボジェットこそが早期の戦力化に適する、と反駁する論文『航空機設計の展望』 (Future Developments in Aircraft Design) をメルヴィル・ジョーンズ教授の下で纏め、1929年に軍需省に上申し、翌年これを自費で特許出願した。
軍需省はこの論文を上官のグリフィスに査読させたが、計算間違いを発見しただけでなく、遠心式は大径で発展性にも欠け航空機用には不適と判断した。空軍の実験部隊に戻って水上機やカタパルトの開発に従事していたホイットルは、実機試作のための援助も得られぬまま、特許も1935年に更新料未納で失効した。
しかもホイットルの特許は機密扱いされず専門誌などで広く紹介されたため、各国の空軍や技術者が注目し一部では後追いが始まった。その中の1人がゲッティンゲン大学で博士課程を修了したばかりのドイツ人ハンス・フォン・オハイン で、ハインケル社が理解を示し本格的な開発に着手させた。
一方、王立航空研究所で軸流式ターボジェットエンジンの基礎研究を進めるグリフィスやヘイン・コンスタントらに対し、反骨心を抱いたホイットルは翌1936年、銀行家の出資を取り付け、空軍を退役した元同僚2人とパワージェッツ社を設立し、蒸気タービン大手のブリティッシュ・トムソン・ヒューストン社工場の一角で、確信する遠心式ターボジェットの実証モデルの試作に取り掛かった。ホイットルの身分は空軍中尉だったため、出社は当初週6時間だけ許されていた。
1937年4月、オハインとほぼ同時に試作初号機 W.U. (the Whittle Unit) の火入れに成功し、軍需省から飛行用実機製作のための予算を下附された。ここまでの開発は比較的順調で、予燃式気化器、クリスマスツリー型遊合フランジによる組立式タービンディスク、筒内圧力分布の考察、動翼の捻り等、幾つかの重要な要素技術を考案している。

### 実用化
間もなく第2次世界大戦が勃発したため、調達の優先順位を下げられてしまったが、軍需省に執拗にアピールした結果、W.U. の20分間の連続全開試験に成功した1939年には再び予算が付いたものの、拡大に伴い新たに生じた暴走、過熱、振動、共鳴、サージング、バックファイアー等の問題をなかなか解決できず、試運転の度に爆発炎上しないことを祈る有様が続いた。
耐熱合金ナイモニック80（ニモニック）の出現により、実用化が大きく前進した1941年5月に、ようやく W.1 (Whittle Supercharger Type 1) を搭載した実験機グロスター E.28/39 の初飛行に漕ぎ着けた。これはオハインらが開発した HeS 3b を積んだ He 178 の初飛行より1年半も後の事であったが、ハインケルを冷遇するナチ及びドイツ空軍はその事実を積極的に公表しなかったため、当初 E.28/39 が世界初のジェット推進機として喧伝された。W.1 は英米定期技術交流でアメリカに渡り、独自改良を経て GE J31 になっている。
パワージェッツ社には生産能力がなく、軍需省は自動車メーカーのローバーに量産化を委託したが、W.1 を3倍にスケールアップした実戦型 W.2 の開発を巡って、ホイットルは後にランドローバー開発主任として知られるモーリス・ウィルクス (自動車エンジニア)ら、ローバーの技術陣と鋭く対立した。
業を煮やしたホイットルは、ローバーの競業社ロールス・ロイスの航空機エンジン部門の責任者アーネスト・ハイヴスと、同社でレシプロエンジンの機械式過給器の専門家だったスタンリー・フッカーに接触し、部品調達の約束を取り付け、ローバーとは別に独自改良版 W.2/500~/700 の製作に着手、自ら E.28/39 の操縦桿を握りつつ開発に没頭した。 

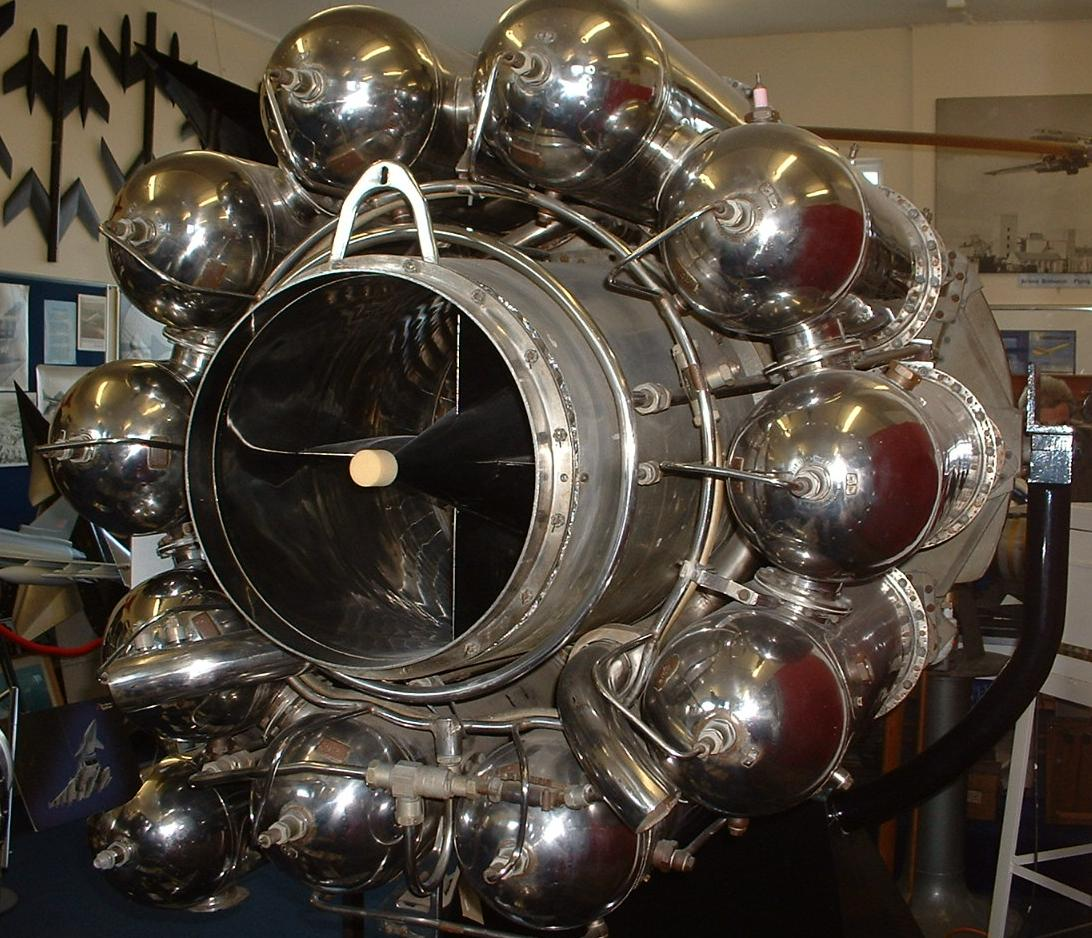
パワージェッツ W.2/700 遠心式ターボジェットエンジン

このため W.2 はローバー版とパワージェッツ版の2機種が併存する異常事態になったが、いずれも実用化には程遠く、混乱を重く見た軍需省はフランク・ハルフォードに W.2 の詳細データを渡し、より構造が簡素な H.1（後のデ・ハビランド ゴブリン）を並行試作させた結果、これが先に実用段階に達してしまった。
手を焼いたローバーは W.2B 計画を放棄してロールス・ロイスに生産契約ごと譲渡することにし、ジェットエンジン専用に立ち上げたバーノルズウィックのローバーの工場と、ロールス・ロイスのノッティンガムの戦車エンジン工場とを、人員ごと1943年に等価交換した。
W.2B の開発を承継したフッカーらは、新製したシースルーモデルで気流解析を重ね、原設計の欠陥を把握した。ローバーで改良作業が進んでいた W.2B/23 案に技術的洗練を加えたものをウェランドと名付けて量産化し、1944年に連合国側初のジェット戦闘機グロスター ミーティアを進空させた後、遠心式ターボジェットエンジンの決定版ニーンを、遂にホイットルの手を借りずに完成させた。
一方、別のタービン機関大手メトロポリタン＝ヴィッカースにおいても、グリフィス、コンスタントら王立航空研究所の指導による軸流式ターボジェットエンジンの実用化開発が1939年から進められていたが、同形式ではドイツが大きく先行し、試作中のメトロヴィック F.2 は第2次世界大戦に間に合わなかった。しかし間もなく、原理的に優れる軸流式ターボジェットエンジンが殆どを占めるようになり、戦後新規に開発された航空機推進用遠心式ターボジェットエンジンは極く小数に留まる。

### 孤立と凋落
各社でジェットエンジンの研究開発が長足の進歩を遂げる中、根本的問題のある反転型燃焼器や蒸発管式燃料噴射に固執するなど、経験論から反進歩主義に陥り、周囲と対立するホイットルの介入は次第に排除され、開発の最前線から遠ざけられる形になった。弱小で生産設備を持たないパワージェッツ社も、鹵獲した軸流式ターボジェットエンジンのユンカース ユモ 004 の分解調査とホイットルの叙勲を節目に、1944年末に王立航空研究所の一部門として吸収された。
終戦直後に体調を崩し除隊したホイットルは、BOAC、シェル、ブリストル顧問などの閑職を経て、1976年以降はアメリカ海軍士官学校の招聘で米に移住した。この地でハンス・フォン・オハインとの邂逅を果たし、終生親交を結んでいる。
1996年にメリーランド州コロンビアで肺癌のため死去した。遺体は荼毘に付され、イギリスのリンカーンシャー・ノース・ケステヴェンのクランウェルの教会に散骨された。

## 勲章など
メリット勲章、大英帝国勲章、バス勲章、王立協会フェロー（1986年）

## 学術賞
- 1950年 ランフォード・メダル
- 1952年 アルバート・メダル
- 1956年 フランクリン・メダル
- 1977年 ジェイムズ・ワット国際メダル
- 1991年 チャールズ・スターク・ドレイパー賞